# 奥古斯特·科勒
奥古斯特·科勒（英語：August Karl Johann Valentin Köhler，1866年3月4日—1948年3月12日），是一位德国教授，和位于德国耶拿市的蔡司公司的早期工作人员。他最出名的是他开发的显微镜技术：科勒照明，一个重要的优化微观分辨能力的均匀照明视野方法。这个革命性的发明改变了光学显微镜的设计，被广泛应用于传统的和今天的现代数字成像技术。